# Avena volgensis
Avena volgensis är en gräsart som först beskrevs av Nikolaj Vavilov, och fick sitt nu gällande namn av Sergej Arsenjevitj Nevskij. Avena volgensis ingår i släktet havren, och familjen gräs. IUCN kategoriserar arten globalt som otillräckligt studerad. Inga underarter finns listade i Catalogue of Life.